# Капплер, Герберт
Густав Адольф Герберт Капплер (нем. Gustav Adolf Herbert Kappler; 23 сентября 1907, Штутгарт, Вюртемберг, Германская империя — 9 февраля 1978, Зольтау, Нижняя Саксония, ФРГ) — оберштурмбаннфюрер СС, командир полиции безопасности и СД в Риме, ответственный за массовое убийство в Ардеатинских пещерах.

## Биография
Герберт Капплер родился 23 сентября 1907 года. Изучал математику в Штутгартской высшей технической школе. Впоследствии работал инженером-электриком в различных компаниях Вюртемберга. 1 августа 1931 года вступил в НСДАП (билет № 594899). В мае 1933 года был зачислен в ряды СС (№ 55211). Недолгое время был безработным, после чего поступил на службу в Вюртембергскую политическую полицию, а с 1934 года возглавлял отделение полиции в Тюбингене. В 1937 году сдал экзамен на комиссара уголовной полиции в полицейской академии в Берлине.  
Весной 1939 года был назначен офицером связи итальянской полиции в Риме. В ноябре 1939 года временно находился в Берлине для допроса Георга Эльзера. В 1942 году стал полицейским атташе при немецком посольстве в Риме.
10 сентября 1943 года занял должность командира полиции безопасности и СД в Риме и с этого времени начал проводить конфискацию еврейского имущества. Уже 26 сентября 1943 года он принял 50 кг золота от еврейской общины с обещанием, что никто из её членов не будет депортирован. Подобное сочетание шантажа и обмана СС применяло на других оккупированных территориях в отношении еврейских общин. Кроме того, Капплер разрабатывал планы депортаций всех евреев из Рима. В ночь с 15 на 16 октября 1943 года 1259 евреев были арестованы, а 1007 — отправлены в концлагерь Освенцим. 18 октября 1943 года в своей телеграмме к Карлу Вольфу он хвастался своим подходом: «Еврейская акция началась и завершилась сегодня в соответствии с наилучшим из возможных подготовленных планов.»
Капплер отвечал за массовое убийство в Ардеатинских пещерах, в результате которого в марте 1944 года было расстреляно 335 человек. Он не только увеличил число жертв на 10 человек, но и велел расстрелять ещё пятерых. Как и другие эсэсовцы, Капплер собственноручно убил первых жертв выстрелом в затылок. 

### После войны
В мае 1945 года был арестован британской военной полицией в Больцано. В 1947 году был передан итальянским военным. 20 июля 1948 года итальянский военный трибунал приговорил его к 15 годам за вымогательство еврейского золота и к пожизненному заключению за массовое убийство в Ардеатинских пещерах.  Суд усмотрел факт совершения убийств в 335 случаях. Другие подсудимые были оправданы, так как не знали о незаконности приказа Капплера. 25 октября 1952 года Верховный военный трибунал подтвердил приговор. 
Капплер утверждал: «Я узнал об окончательном решении еврейского вопроса и лагерях смерти после 1945 года». Последующие просьбы о помиловании со стороны федерального президента, канцлера, министра иностранных дел ФРГ, а также совета немецких епископов и Совета евангелической церкви в Германии первоначально были отклонены из-за позиции итальянского правительства. Решение о помиловании, вынесенное в 1976 году военным трибуналом, было пересмотрено после публичных протестов в Италии. В 1977 году в связи с раком он был переведён в военный госпиталь Ospedale Militare Celio в Риме. Оттуда 15 августа 1977 года при помощи своей жены он совершил побег в ФРГ. Умер 9 февраля 1978 года в Зольтау.